# Nikola Nemcová
Nikola Nemcová est une joueuse slovaque de volley-ball née le 24 avril 1991 à Bratislava. Elle mesure 1,85 m et joue au poste de réceptionneuse-attaquante. 

## Clubs
| Club                    | De        | À         |
| ----------------------- | --------- | --------- |
| VTC Pezinok             | 2006-2007 | 2009-2010 |
| VK Doprastav Bratislava | 2010-2011 | 2011-2012 |
| VfB Suhl                | 2012-2013 | 2012-2013 |
| VolleyStars Thüringen   | 2013-2014 | …         |

## Palmarès
- Championnat de Slovaquie
  - Vainqueur : 2012.
  - Finaliste : 2011.
- Coupe de Slovaquie
  - Vainqueur : 2011, 2012.
- Coupe d'Allemagne
  - Finaliste : 2014.